# Kazumi Totaka
Kazumi Totaka (japanska: 戸高 一生, Totaka Kazumi), född den 23 augusti 1967 i Tokyo, är en japansk spelmusikskompositör och röstskådespelare som arbetar för Nintendo och som gjort sig känd som kompositör bakom musiken till Animal Crossining, Wario Land, Links Awakening och Mario Paint. Han gör även rösten till dinosaurien Yoshi, Birdo, Captain Olimar och professorn Elvin Gadd i Mario-serierna. Karaktären K.K. Slider i spelserien Animal Crossing är Toakas alterego.

## Totaka's Song
Totaka's Song är en 19 toner lång melodi, komponerad av Totaka, som kommit att återfinnas i flertalet spel Totaka medverkat i. Melodin återfinns för första gången i spelet Mario Paint och kan höras om spelaren trycker på 'O' i huvudmenyn. Melodin återfinns även i spel som Luigis Mansion, Links Awakening, Pikmin 2 och i Animal Crossing men då under namnet K.K. Song.